# Căpitanul Flamingo
Căpitanul Flamingo (engleză Captain Flamingo) este un serial de desene animate produs de Atomic Cartoons, Breakthrough Films & Television, The Heroic Film Company și PASI Animation. A fost difuzat pentru prima dată pe canalul canadian YTV, la data de 7 februarie 2006. A mai fost transmis de ABC și Toon Disney. În România s-a transmis de Jetix, dublat în limba română.

## Date despre serial
Milo Powell este un băiat obișnuit, care de fiecare dată când un copil strigă "Uh-oh! Flamingo!", se transformă în Căpitanul Flamingo. Misiunea lui este să protejeze copii care nu sunt respectați, într-o lume în care adulții fac legea. Este mereu acompaniat de Lizbeth Amanda Zaragoza, prietena lui cea mai bună. Milo are și un frățior mic, pe nume Thor.

## Personaje
- Milo Powell, alias Căpitanul Flamingo este un tip hotărât și motivat. Este dotat cu toată credința și imaginația de care are nevoie un super-erou. Copii de pretutindeni se bazează pe el, de aceea este mândru să înfrunte o lume uriașă. Milo devine Căpitanul Flamingo, în costumul său roz și albastru.

- Lizbeth Zaragoza este adepta fidelă a lui Milo. Este atentă și organizată și se topește de emoție când vine vorba de Milo, băiatul ei favorit. Liz este "vocea" care îi dăruiește Căpitanului Flamingo inspirație salvatoare.

- Thor Powell este frățiorul mai mic a lui Milo. Acestuia îi place să saliveze pe pantalonii și să călăreasca mantia Căpitanului Flamingo.

- Wendell este dușmanul aprig a lui Milo, deși sunt verișori. Îi place să arate că este mai bun decât Milo și e mereu în competiție cu el. Fiind studios, Wendell caută mereu o cale științifică sau matematică, pentru a căpăta un avantaj în fața Căpitanului.

- Ruth Ann este rivala lui Lizbeth. Ea face ce vrea cu Milo, avându-l la degetul mic. La fel se poartă cu orice băiat din oraș, ceea ce o enervează grozav pe Lizbeth.

- Max este unul din prietenii lui Milo. Este foarte sofisticat, dar nu e vina lui pentru că are 60 cm înălțime. Are de asemenea o ridicolă problemă de vorbire. Intră de multe ori în bucluc, dar Căpitanul îl salvează mereu.